# Lila Ram
Lila Ram Sangwan (ur. 30 listopada 1930 we wsi Mandola, zm. 11 października 2003 w Charkhi Dadri) – indyjski zapaśnik walczący w stylu wolnym. Olimpijczyk z Melbourne 1956, gdzie zajął dziesiąte miejsce w kategorii ponad 87 kg.
Mistrz Igrzysk Imperium Brytyjskiego i Wspólnoty Brytyjskiej w 1958 roku.
Trener zapasów. W 1998 otrzymał odznaczenie Order Padma Shri.

## Letnie Igrzyska Olimpijskie 1956
| Konkurencja        | Rundy eliminacyjne   | Rundy eliminacyjne   | Klas. końcowa |
| Konkurencja        | Przeciwnik I         | Przeciwnik II        | Miejsce       |
| ------------------ | -------------------- | -------------------- | ------------- |
| + 87 kg styl wolny | Ken Richmond (GBR) P | Hamit Kaplan (TUR) P | 10.           |